# イジドール・カウフマン
イジドール・カウフマン（Isidor Kaufmann、ハンガリー語表記: Kaufman(n) Izidor、ヘブライ語: איזידור קאופמן、1853年3月22日 - 1921年11月16日）はユダヤ系ハンガリー人の画家である。ユダヤ人に関するテーマで描いた。

## 略歴
現在のルーマニア、アラド県のアラドのユダヤ人の両親のもとに生まれた。はじめ銀行で働き、画家になろうとしたのは20歳を過ぎてからであった。1875年にブダペストの美術学校で1年間ほど学び、ウィーンに移った。ウィーン美術アカデミーの入学試験に不合格であったが、肖像画家アイグナー(Joseph Matthäus Aigner:1818–1886)に学んだ後、美術アカデミーに入学し、ヨーゼフ・マティアス・トレンクヴァルトの学生となった。
ハンガリーやポーランド、ガリツィアなどを旅し、ユダヤ人社会を描いた風俗画やユダヤ風の衣服を着た聖職者や人物を描いた。ミュンヘンの国際展覧会などで賞を受賞した。

## 作品

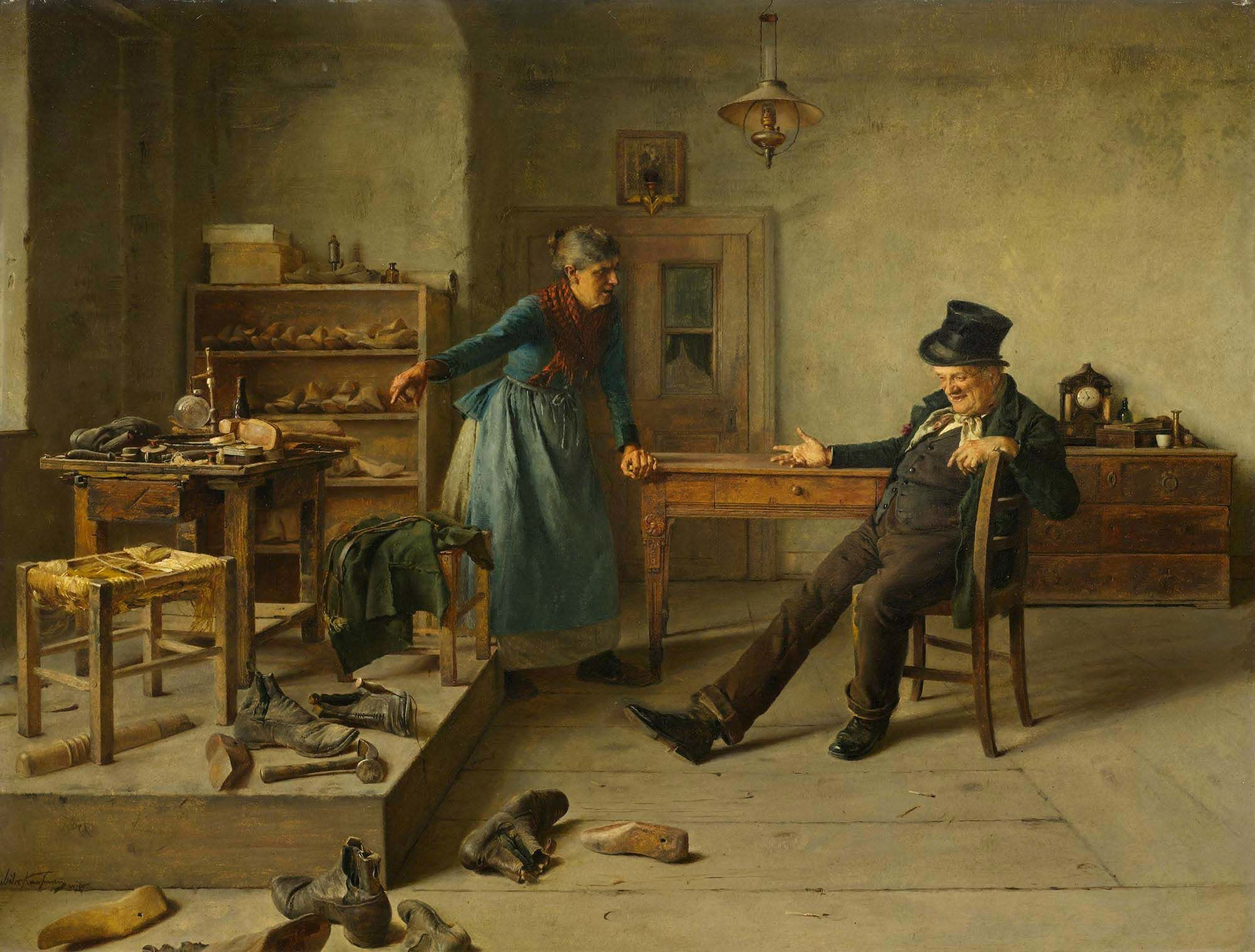
「靴屋」
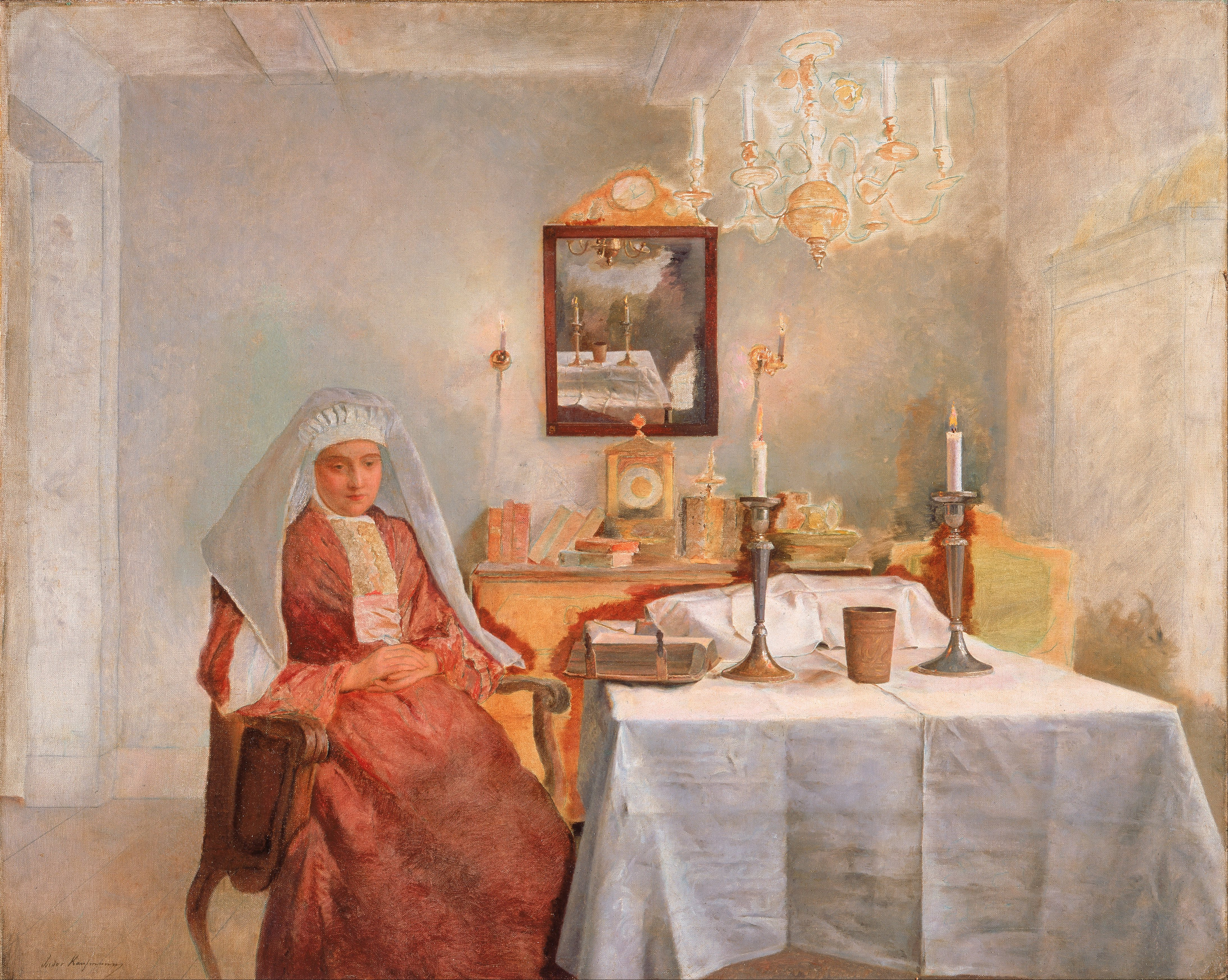
「金曜日の宵」
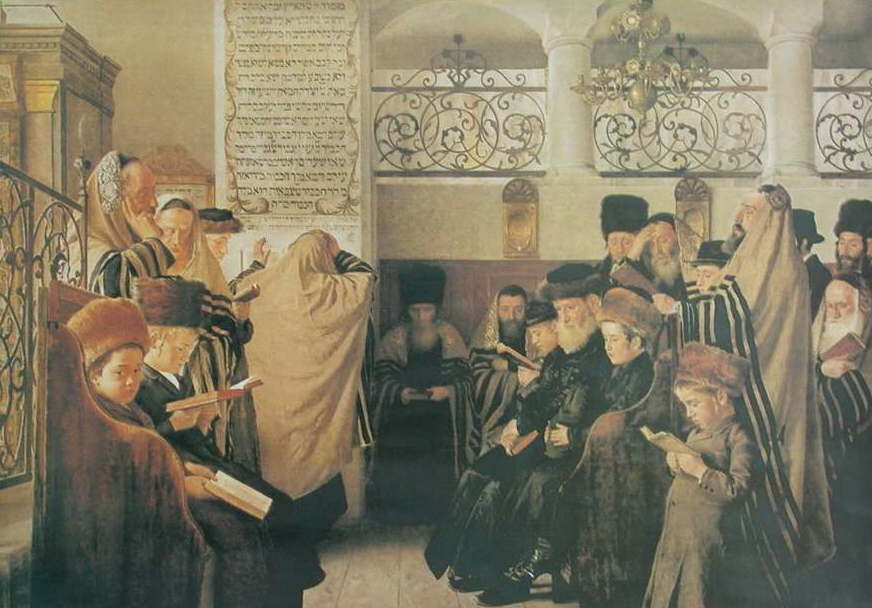
「贖罪の日」

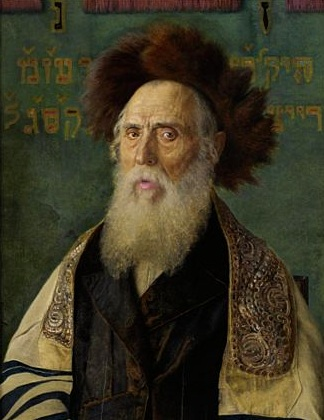
「毛皮帽をかぶったラビ」
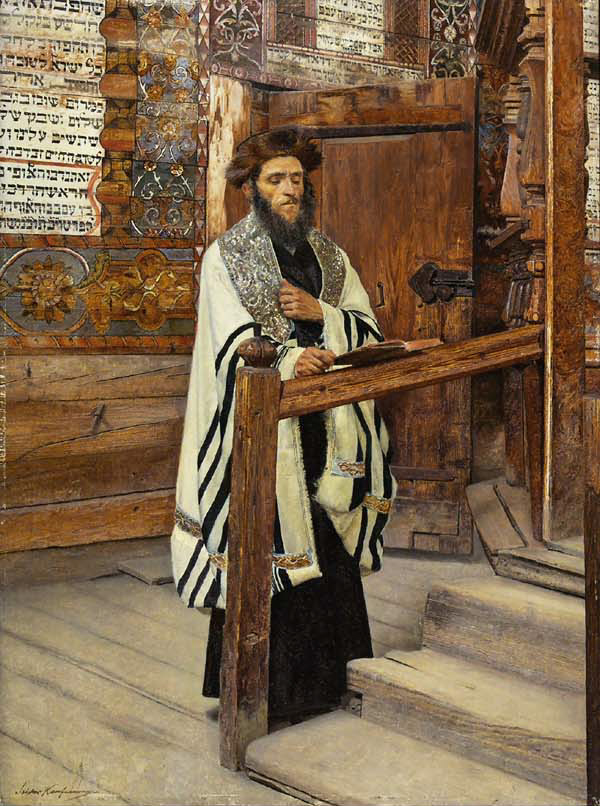
「庭で読み物をするラビ」
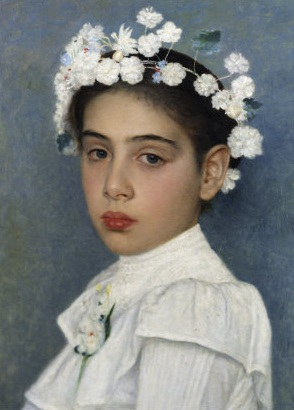
「少女」
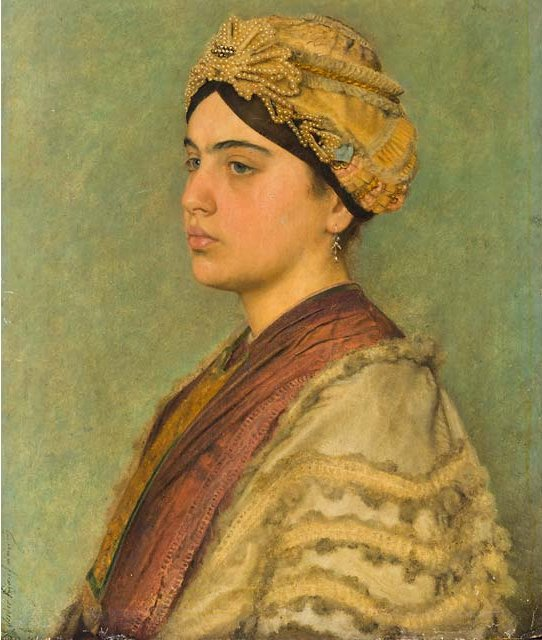
「若い花嫁」